# Santa Cruz de Chinina
Santa Cruz de Chinina es un corregimiento del distrito de Chepo en la provincia de Panamá, República de Panamá. La localidad tiene 1.572 habitantes (2010).